# World Have Your Say
World Have Your Say (скраћено: WHYS, незванични превод: „Свете, имаш реч“) је Би-Би-Си-јев глобални ток шоу, која се емитује на каналу Би-Би-Си , сваког радног дана у 18.00 сати  и на каналу Би-Би-Си  сваког петка у 15.00 сати UTC.
World Have Your Say је освојио прво место на Сонијевим радио наградама 2008. године, у категорији Учешће слушалаца. Емисија себе описује као „програм канала Би-Би-Си њуз, где Ви постављате дневни ред“. Обично, свако издање је засновано око једног или више питања, које су поставили корисници њиховог блога и Фејсбук странице, као и порука послатих Би-Би-Си-ју путем електронске поште.
Охрабрује слушаоце који се јаве преко телефона да разговарају између себе и усмере питања која су поставили слушаоци гостима у програму, интервенишући што је мање могуће, како би задржали емисију више као конверзацију него као ток шоу.
Емисија такође повремено ради као форум светске публике канала Би-Би-Си World Service-а, да постави питања одређеном госту. Гости који су претходно гостовали били су Аун Сан Су Ћи, Филип Пулмен и Тило Зарацин.

## Историја
Би-Би-Си  је покренуо програм у октобру 2005. године, и у њему је учествовала Ану Ананд и Стив Ричардс као презентери и Марк Сандел као уредник. Рос Аткинс је заменио Ричардс ране 2006. године и сада је главни презентер. 
Од фебруара 2011. године, програм има недељно телевизијско издање на каналу Би-Би-Си - петком, којег чини исти продукцијског тима.
Теме дискусија постављају слушаоци, који могу да пошаљу е-поруку уредницима емисије, сваког дана пре него што емисија оде уживо, или чак позову канцеларију студија. Неки од коментара остављених на WHYS-овом блогу и Фејсбук страни, заједно са е-порукама, твитовима и СМС порукама, читају се уживо. Слушаоци који се јаве редакцији са свих крајева света су кључни део програма, јер позивају и расправљају о теми дана.
Према приликама, емисија напушта студио и одлази на улицу, да расправља теме одређене земље али често са глобалним утицајем. На пример, 2011. године, отишли су у Берлин да дискутују о наслеђу нацизма у Немачкој, у Џакарту да разговарају о револуцији у овој муслиманској земљи, и у Бангкок да разговарају о секс туризму.
Највећи део времена, теме дана емисија су понуђене путем е-порука. Неке приче предложе од једна особа, друге више људи који желе да се о томе прича. С трендом раста, корист је створена од Фејсбук странице програма као извор коментара на вести. Понекад, ове приче су из тачке гледишта слушалаца. У ствари, неке од репортажа актуелних догађаја за емисију, раде стварни људи из света, од којих већина нема никаквог искуства у новинарству.

### Телевизија
Би-Би-Си World News је почео да емитује верзије програма у 2011. године са Росом Аткинсом као презентером. Програм, емитован петком у 15.00 сати  охрабрио је дискусију гледалаца о некима од главних утиска из претходне недеље. Повремено, дописници и појединци високог профила блиски теми при руци придружили би се конверзацији. Слично верзији на радију, програм доста користи друштвене медије; посебно Твитер и Фејсбук. 
Од касне 2013. године, Клои Тили имао је активнију улогу као презентер.